# Безмежний басейн

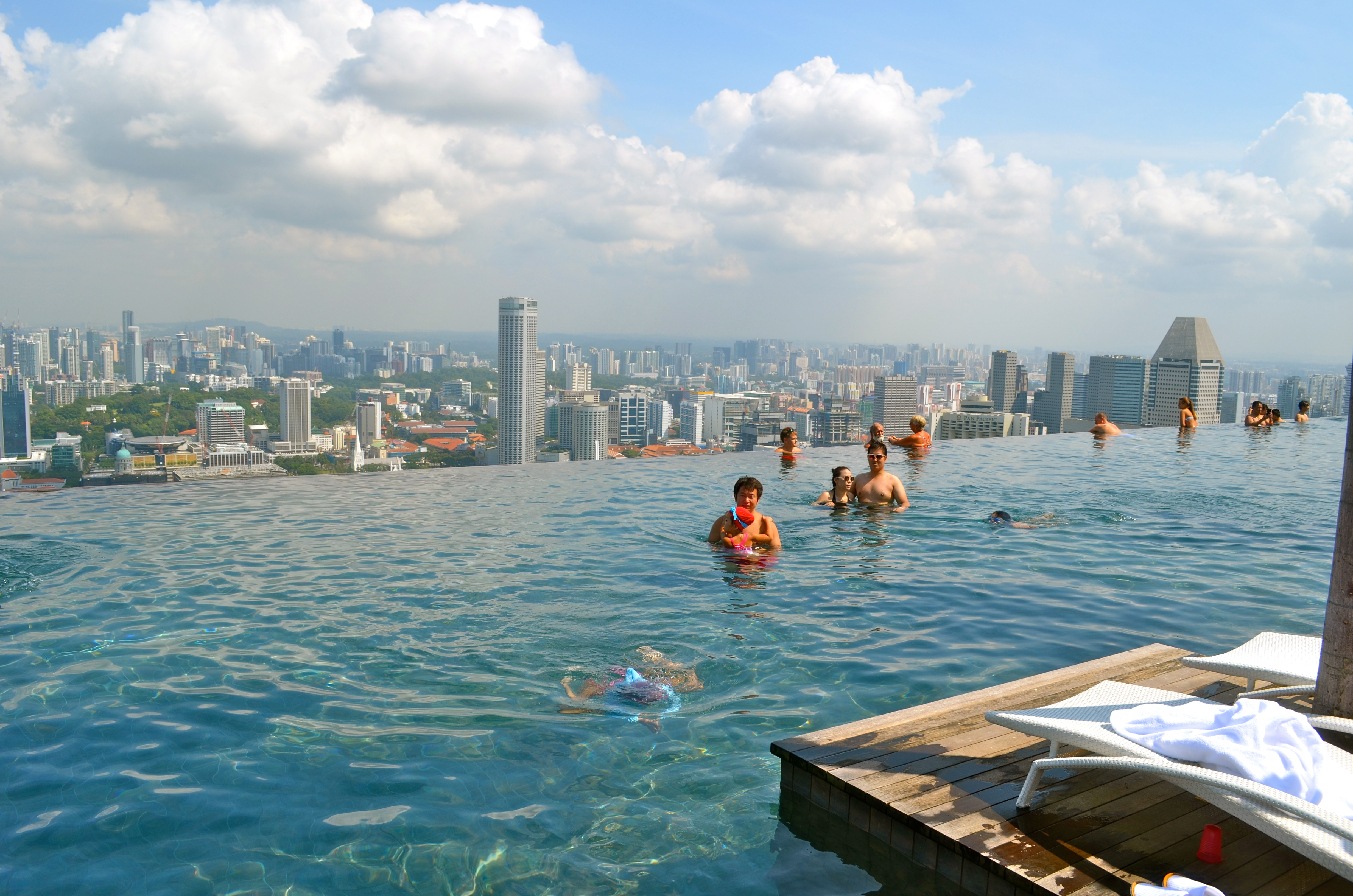
Безмежний басейн в Скайпарку в Marina Bay Sands в Сінгапурі, вигляд зі сторони входу до басейну

Безме́жний басе́йн, або безбо́ртний басе́йн (infinity pool, infinity edge pool іноді negative edge, zero edge, disappearing edge або vanishing edge pool) — це плавальний басейн, в якому вода переливається через один або кілька країв, створюючи враження, що водна поверхня не має межі. Такі басейни часто роблять там, де край басейну буде на тлі океану або неба. Також такі споруди часто можна побачити на фешенебельних курортах, в рекламі та в інших місцях віп-відпочинку.

## Історія
Вважається, що концепція безмежного басейну походить із Франції, де одна з перших конструкцій із зникаючим краєм була у «Stag Fountain» у Версальському палаці на початку 1400-х.

## Дизайн

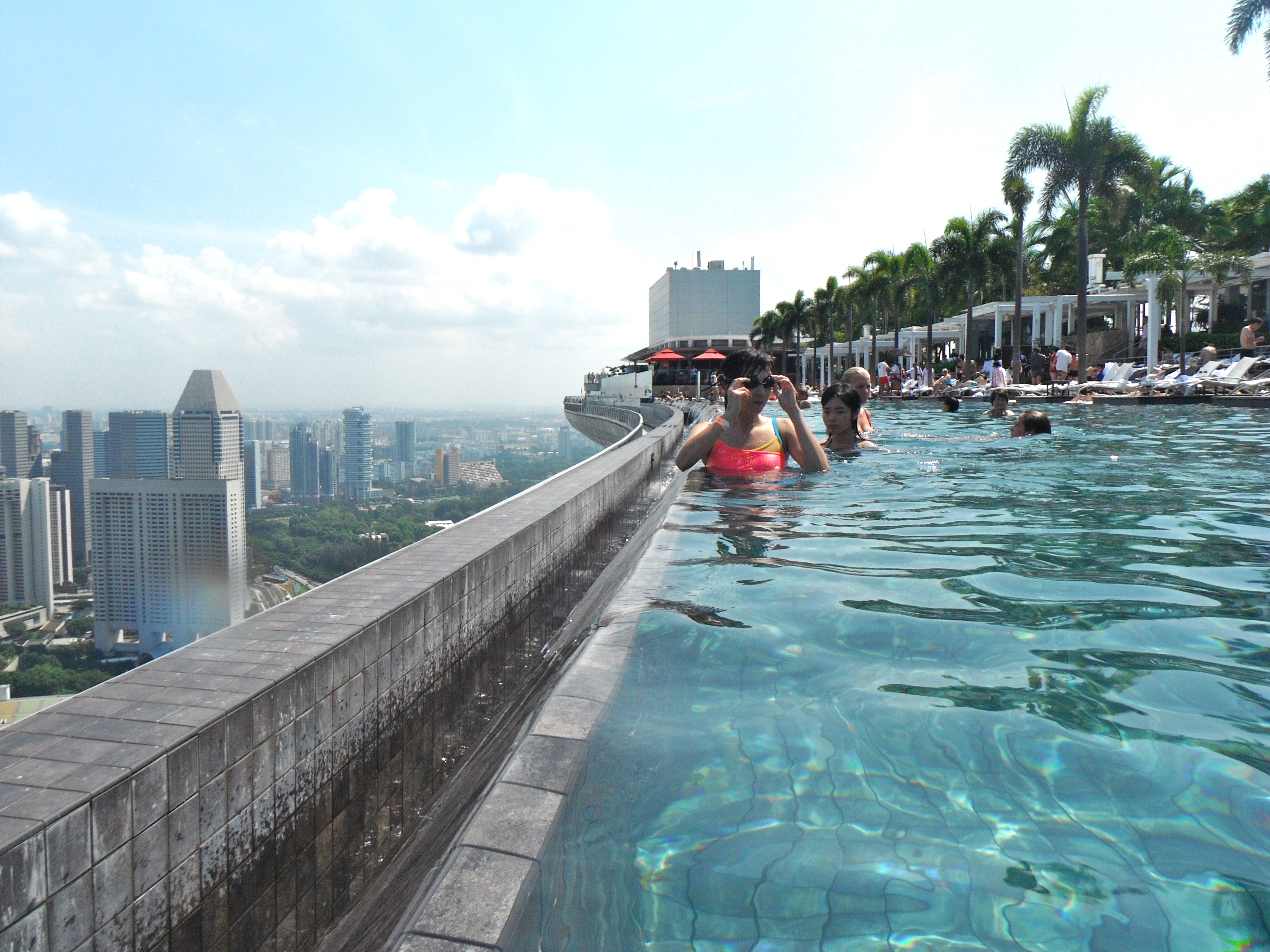
Той самий басейн біля краю

Безмежні басейни дуже коштовні і складні. Щоб досягти більшого ефекту, їх часто розташовують на вершині схилу або будинку.
«Безмежний» край басейну закінчується водозливом, котрий на 1,6 — 6,4 мм знаходиться нижче, ніж рівень води у басейні. Вода переливається через водозлив у водозливний басейн позаду водозливу. Вода виливається у цей водозбірний басейн, звідки вона знову перекачується у басейн.

## Галерея

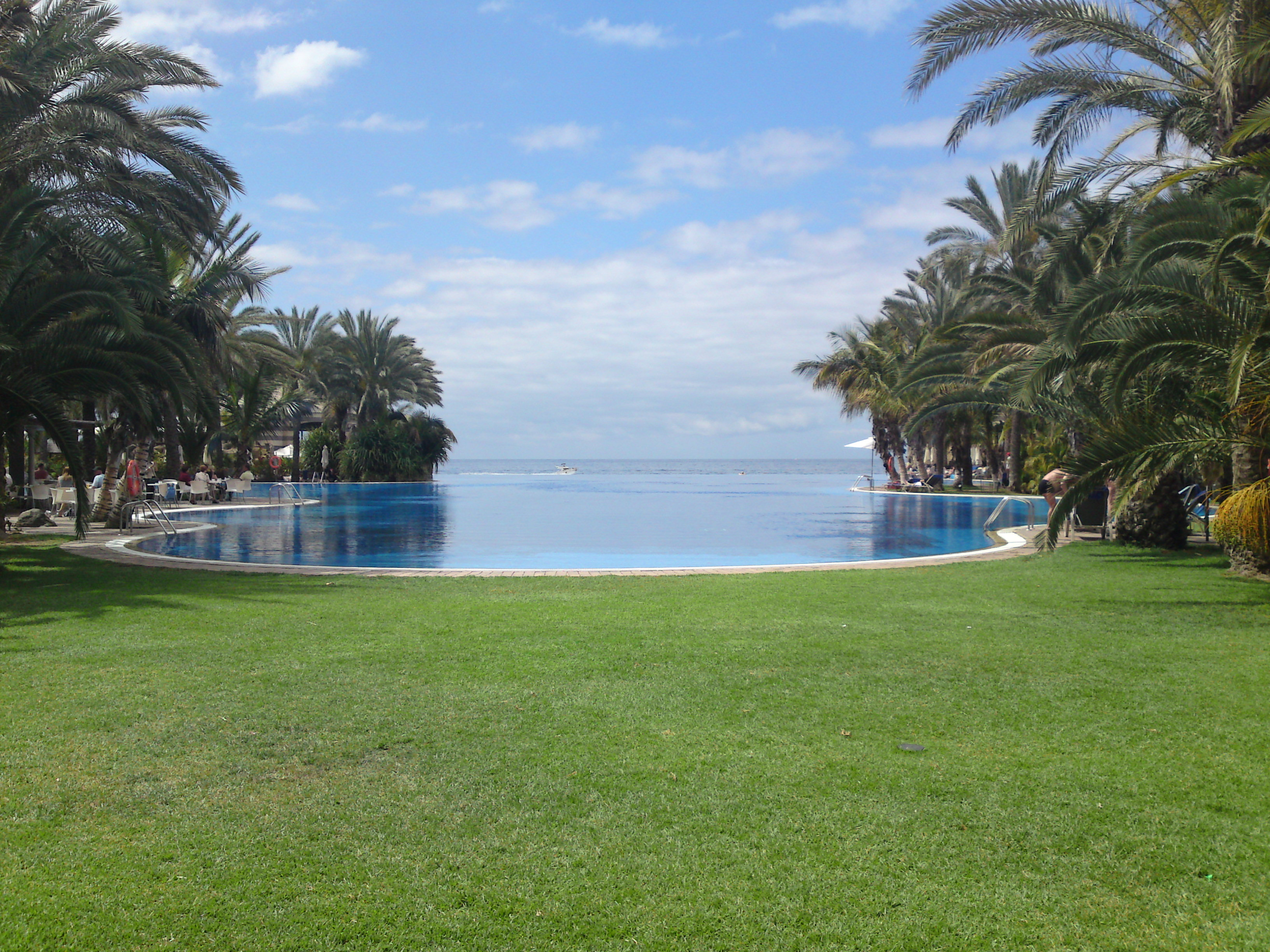
Infinity Pool в готелі на острові Гран-Канарія, Іспанія
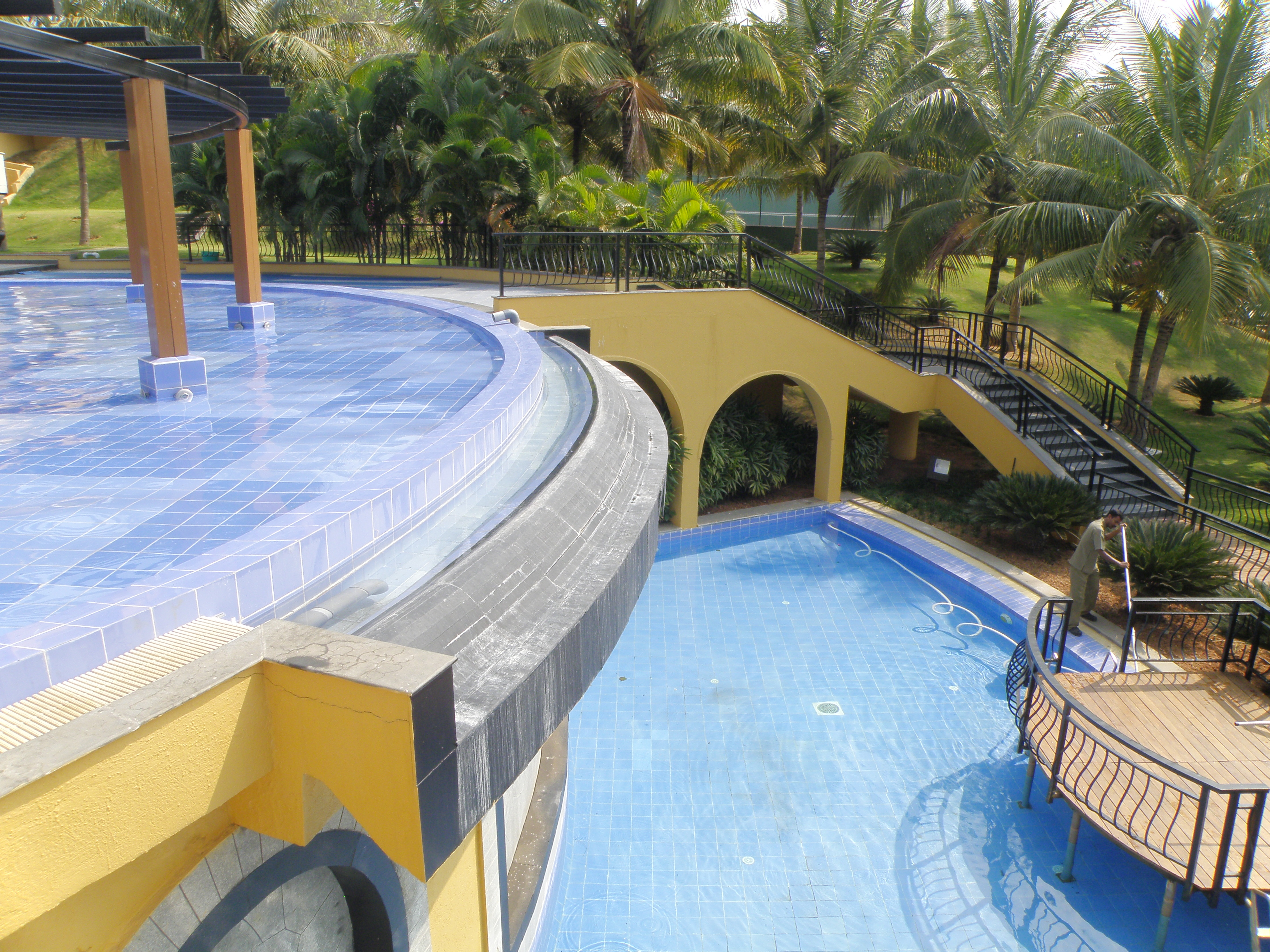
Басейн в Майсурі, Індія
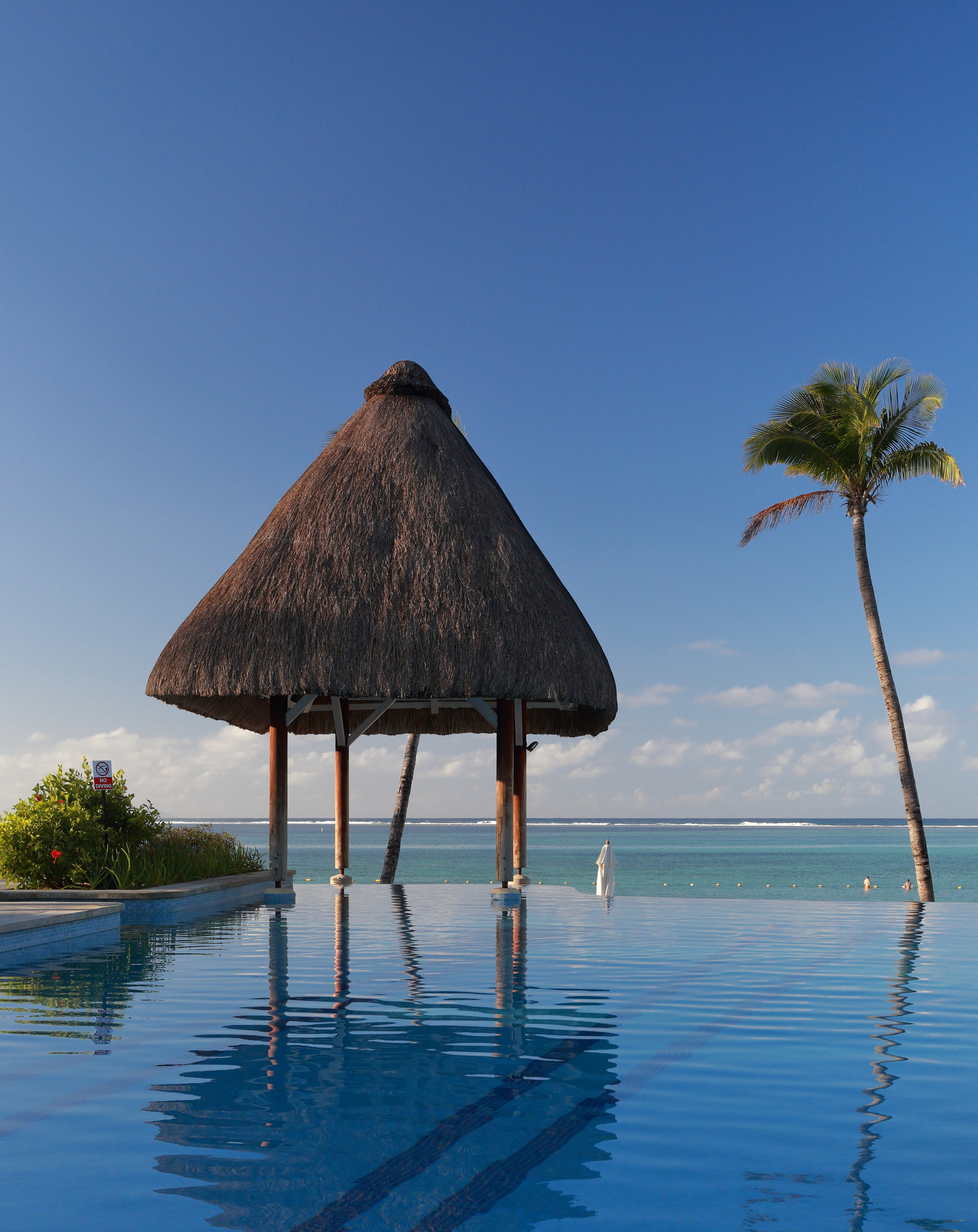
Плавальний басейн на острові Маврикій
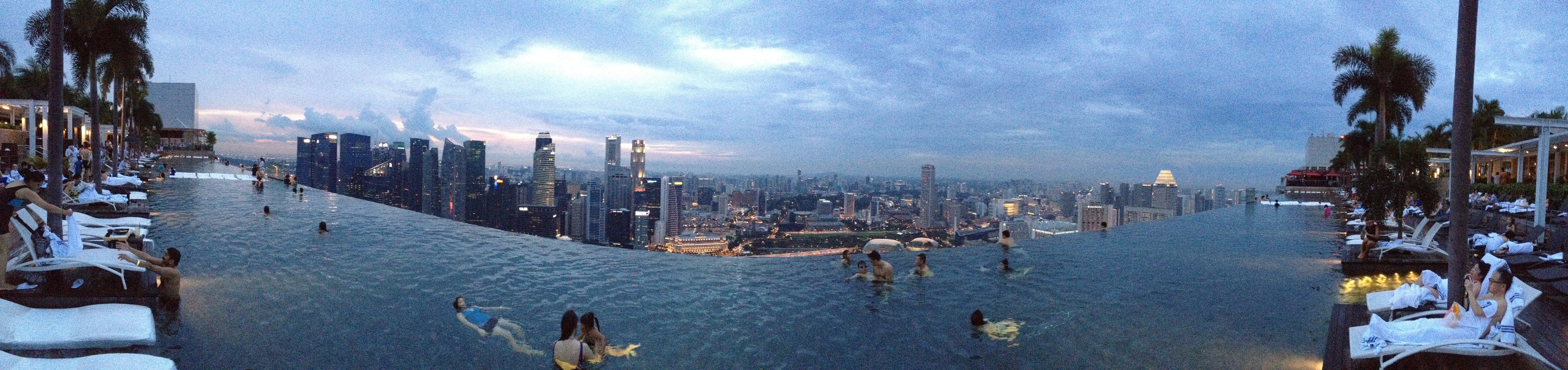
Безмежний басейн в готелі Marina Bay Sands в Сінгапурі
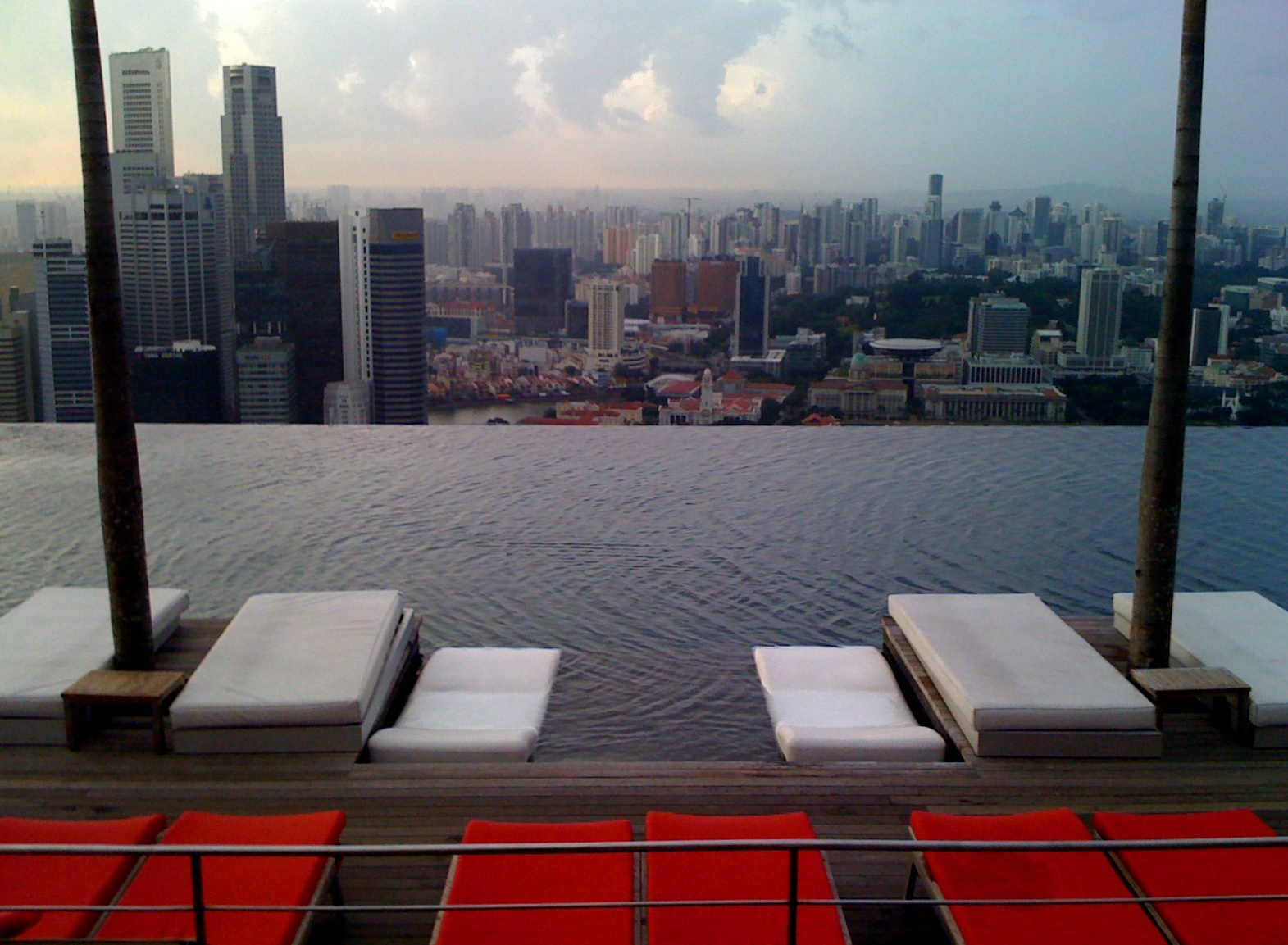
Marina Bay Sands інший ракурс
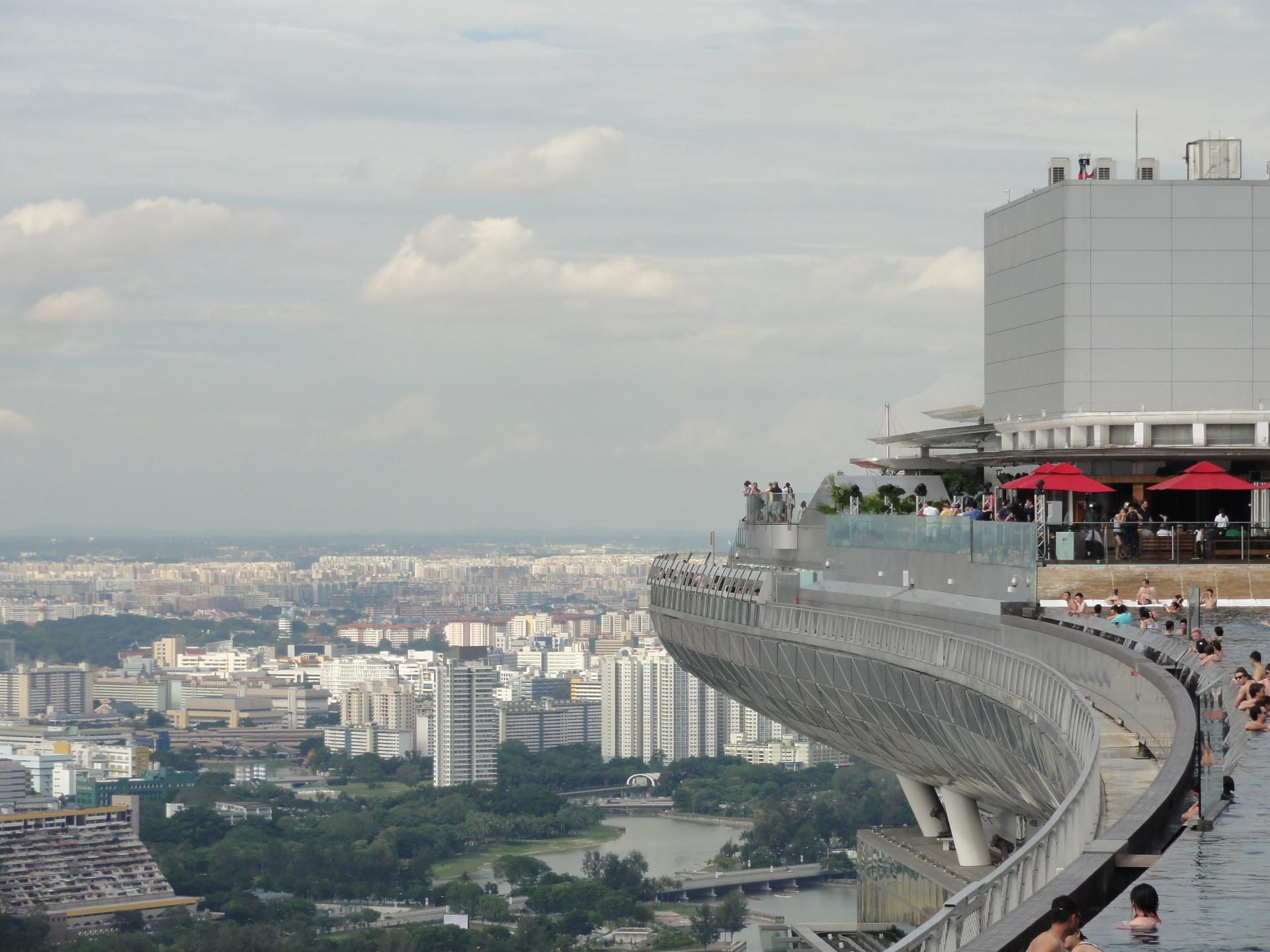
Marina Bay Sands біля краю басейну
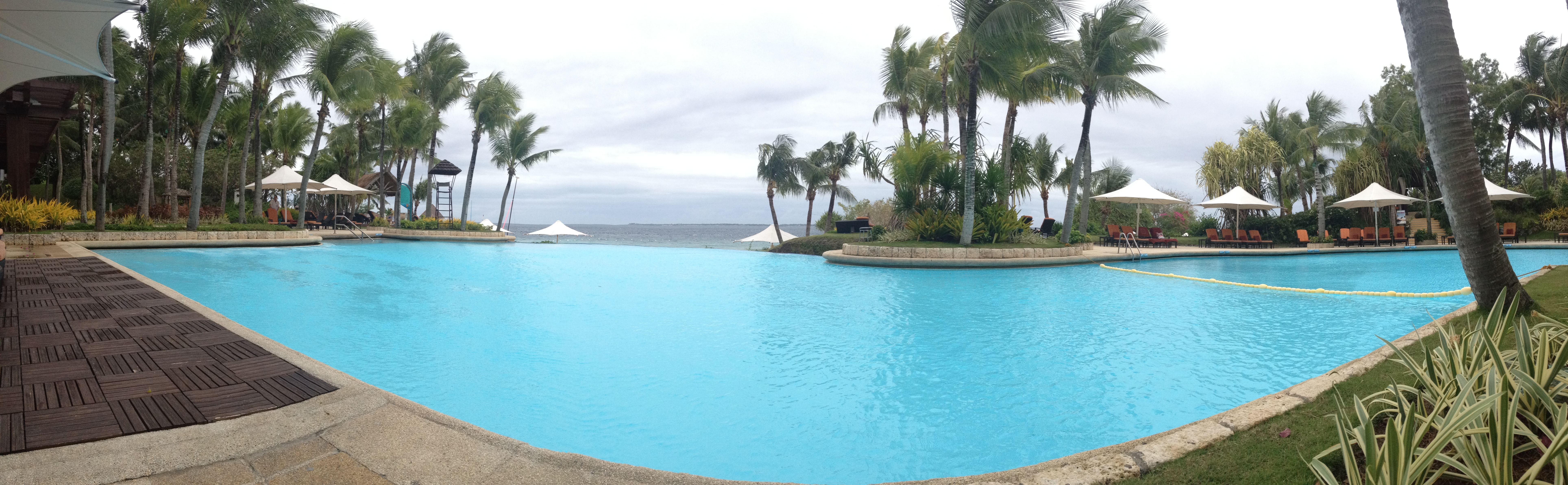
Басейн на острові Мактан, Філіппіни